# Медаль «За выдающиеся заслуги» (Великобритания)
Медаль «За выдающиеся заслуги» (англ. The Distinguished Service Medal, DSM) — военная награда Великобритании, присуждаемая до 1993 года личному составу Королевского Военно-Морского Флота и членам других служб, а ранее личному составу других стран Содружества. Награда вручалась нижним чинам до звания чиф-петти-офицера включительно, «за храбрость и находчивость на действительной морской службе».

## История
Медаль была учреждена 14 октября 1914 года в качестве награды третьего уровня, для нижних чинов личного состава Королевского флота, так как они не обладали званием необходимым для получения Креста Виктории. Эквивалентной наградой для офицеров и прапорщиков был крест «За выдающиеся заслуги» (DSC). DSM занимала место между медалью Георга и Воинской медалью после того, как эти медали были учреждены в 1940 и 1916 годах соответственно. Данные о награждениях медалью «За выдающиеся заслуги» объявлялись в Лондонской газете.
В августе 1916 года для отличия повторных награждений были введены планки к медали «За выдающиеся заслуги», надеваемые на ленту. Они присуждались за дальнейшее проявление актов образцовой доблести.
С апреля 1940 года медаль «За выдающиеся заслуги» могла быть вручена эквивалентным чинам Королевских ВВС, служащим на флоте, а с ноября 1942 года и армейским офицерам, служащим на борту торговых судов.
С 1979 года появилась возможность награждать посмертно. До этого времени посмертно можно было награждать только Крестом Виктории.
Медаль «За выдающиеся заслуги» была упразднена в 1993 году в рамках пересмотра британской системы наград, было решено отменить различия в званиях в отношении наград «За храбрость. 
DSM также присуждалась странами Содружества, но к 1990-м годам большинство из них, включая Канаду, Австралию и Новую Зеландию, создали свои собственные системы наград и больше не использовали британские награды.

## Описание
Медаль «За выдающиеся заслуги» — круглая серебряная, диаметром 36 мм, со следующим дизайном:
На аверсе изображен профиль правящего монарха, окруженный соответствующей надписью с его именем и титулом.
На реверсе внутри лаврового венка, увенчанного императорской короной, в 3 ряда надпись «For Distinguished Service» («За выдающиеся заслуги»). Все изображения выпуклые.
Имя, звание, идентификационный номер и корабль получателя выгравированы на ободке медали.
Лента имеет ширину 32 миллиметра и состоит из трех равных полос: темно-синей, белой и темно-синей, с тонкой темно-синей полоской по центру белой полосы.
Планки, указывающие на дальнейшие награждения, серебряные и украшены лавровыми листьями. Планки, врученные во время Первой мировой войны, были датированы на обратной стороне, в то время как те, что были вручены во время Второй мировой войны, не были датированы. 
Когда надевается только лента, дополнительные планки обозначаются серебряными розетками.

### Варианты аверса
Медаль была имела пять вариантов аверса с изображением правящего монарха: 

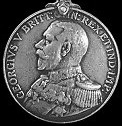
Георг V (1914—1936)
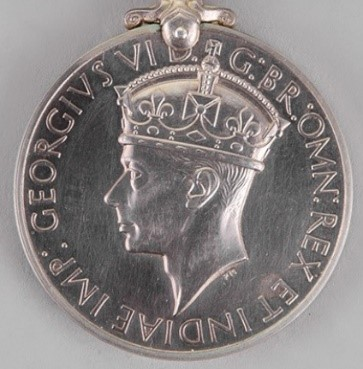
Георг VI (1-й вариант; 1938—1949)
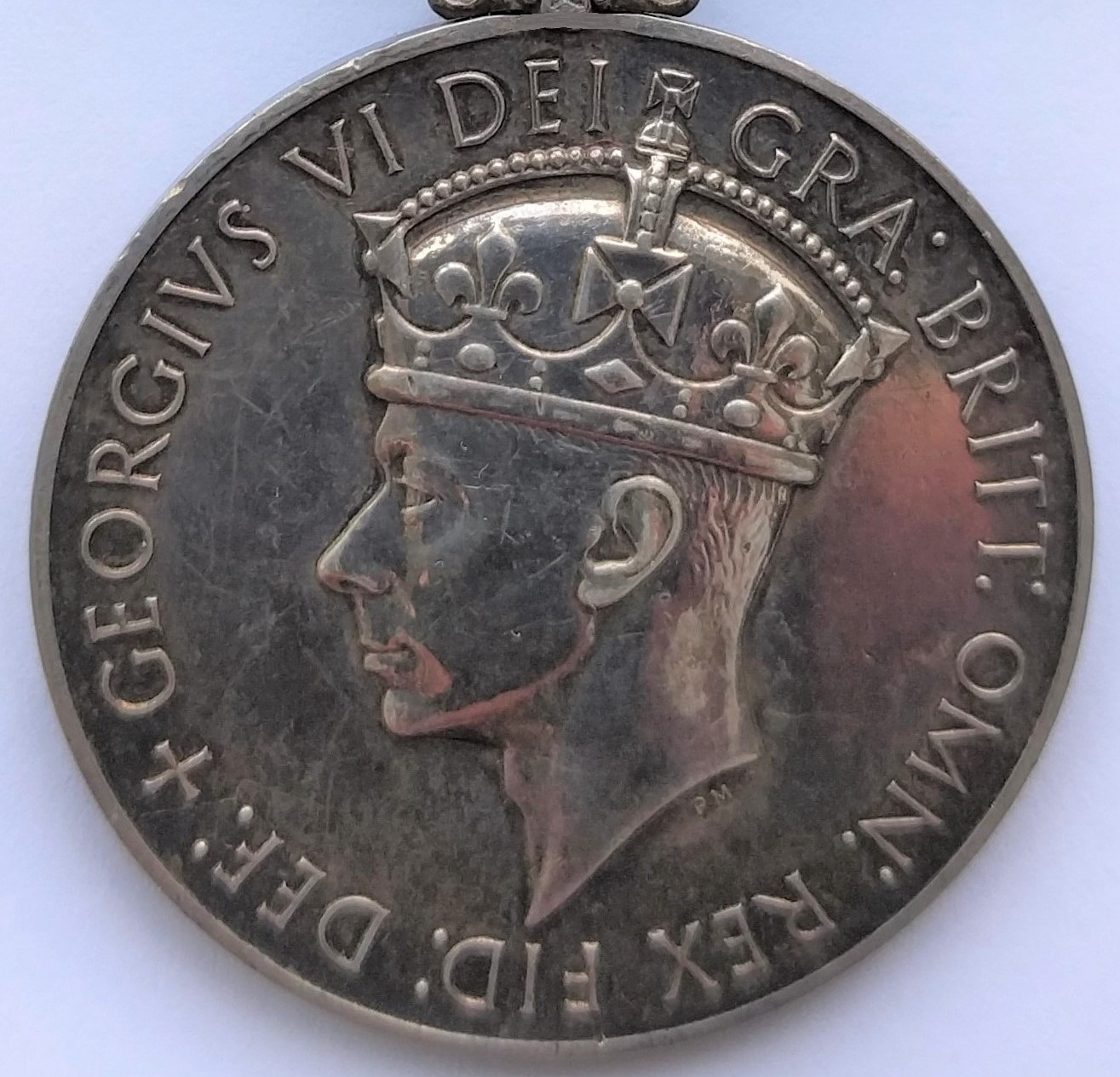
Георг VI (2-й вариант; 1949—1952)
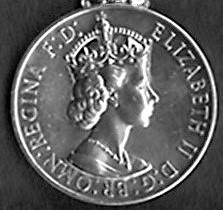
Елизавета II (1-й вариант; 1952—1957)
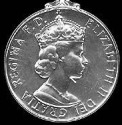
Елизавета II (2-й вариант; 1957—1993)

## Количество награждённых
Между 1914 и 1993 годом было произведено  примерно 11 311 награждений медалями и 227 награждений планками к медалям.
| Период                     | Годы      | Медали | С 1 планкой | С 2 планками | С 3 планками |
| -------------------------- | --------- | ------ | ----------- | ------------ | ------------ |
| Первая мировая война       | 1914—1919 | 4 100  | 67          | 2            | -            |
| Межвоенный период          | 1920—1938 | 10     | -           | -            | -            |
| Вторая мировая война       | 1939—1945 | 7 132  | 153         | 4            | 1            |
| После Второй мировой войны | 1946—1993 | 69     | -           | -            | -            |
| Всего                      | 1914—1993 | 11 311 | 220         | 6            | 1            |

Эти цифры включают в себя медали «За выдающиеся заслуги», полученные военнослужащим из союзных стран во время обеих Мировых войн.